# Lijst van Stolpersteine in Gorinchem

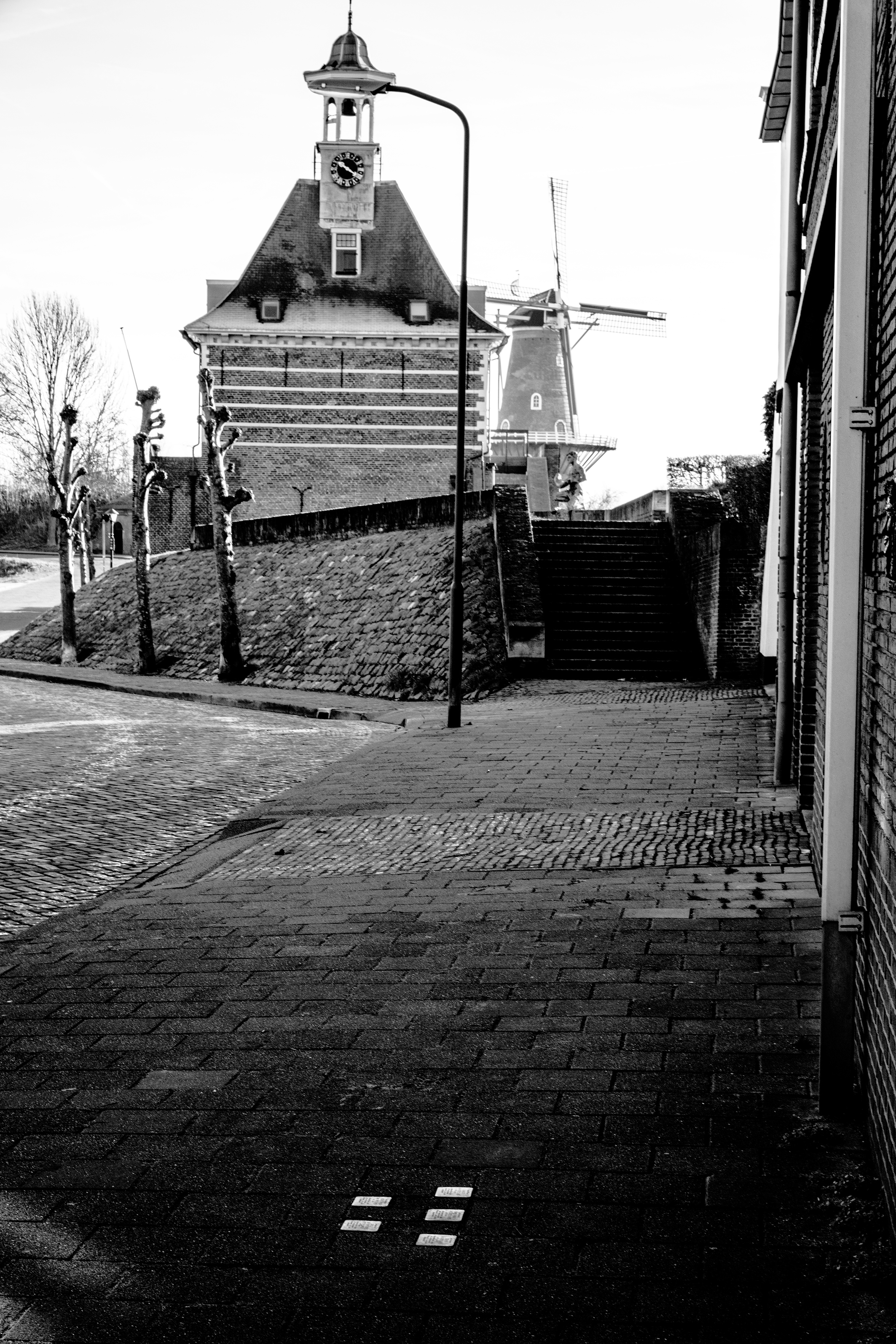
Stolpersteine voor familie Vriesland, Lombardstraat.

De lijst van Stolpersteine in Gorinchem geeft een overzicht van de Stolpersteine in Gorinchem in de Nederlandse provincie Zuid-Holland, die zijn geplaatst in het kader van het Stolpersteine-project van de Duitse beeldhouwer-kunstenaar Gunter Demnig. Omdat het Stolpersteine-project doorloopt, kan deze lijst onvolledig zijn.
Stolpersteine zijn opgedragen aan slachtoffers van het nationaalsocialisme, al diegenen die zijn vervolgd, gedeporteerd, vermoord, gedwongen te emigreren of tot zelfmoord gedreven door het nazi-regime. Demnig legt voor elk slachtoffer een aparte steen, meestal voor de laatste zelfgekozen woning.

## Stolpersteine
In Gorinchem liggen 46 Stolpersteine op dertien adressen.
| Afbeelding | Inscriptie | Adres                                      | Herdachte persoon                                                                 |
| ---------- | --- | ------------------------------------------ | --------------------------------------------------------------------------------- |
|            | HIER WOONDE ELISABETH ADLER-DEN HARTOG GEB. 1917 GEDEPORTEERD 1942 UIT WESTERBORK VERMOORD 28.2.1945 AUSCHWITZ         | Burgstraat 1 Kaart (OSM)                   | Elisabeth Adler-den Hartog (Sliedrecht, 19 mei 1917–Auschwitz, 28 feb 1945)       |
|            | HIER WOONDE MARIANNE BLOEMENDAL GEB. 1920 ONDERGEDOKEN 1942 VERRADEN 16-7-1943 VERMOORD 27-8-1943 AUSCHWITZ            | Burgemeester Gaarlandstraat 45 Kaart (OSM) | Marianne Bloemendal (Amsterdam, 22 juli 1920–Auschwitz, 27 augustus 1943)         |
|            | HIER WOONDE PIETJE BLOEMENDAL- MENDELS GEB. 1885 ONDERGEDOKEN 1942 VERRADEN 16-7-1943 VERMOORD 27-8-1943 AUSCHWITZ     | Burgemeester Gaarlandstraat 45 Kaart (OSM) | Pietje Bloemendal-Mendels (Lemsterland, 6 maart 1885–Auschwitz, 27 augustus 1943) |
|            | HIER WOONDE BETJA VAN BUEREN GEB. 1923 GEDEPORTEERD 1942 UIT WESTERBORK VERMOORD 31.8.1942 AUSCHWITZ                   | Gasthuisstraat 61 Kaart (OSM)              | Betje van Bueren (Gorinchem 14 sep 1923–Auschwitz 31 aug 1942)                    |
|            | HIER WOONDE HEINTJE VAN BUEREN GEB. 1922 GEDEPORTEERD 1942 UIT WESTERBORK VERMOORD 31.8.1942 AUSCHWITZ                 | Gasthuisstraat 61 Kaart (OSM)              | Heintje van Bueren (Gorinchem 07 mei 1922–Auschwitz 31 aug 1942)                  |
|            | HIER WOONDE JUDA VAN BUEREN GEB. 1891 GEDEPORTEERD 1942 UIT WESTERBORK VERMOORD 31.12.1942 AUSCHWITZ                   | Gasthuisstraat 61 Kaart (OSM)              | Juda van Bueren (Rotterdam 26 jul 1891–Auschwitz 31 dec 1942)                     |
|            | HIER WOONDE MARIANNE VAN BUEREN-STAD GEB. 1891 GEDEPORTEERD 1942 UIT WESTERBORK VERMOORD 31.8.1942 AUSCHWITZ           | Gasthuisstraat 61 Kaart (OSM)              | Marianne van Bueren-Stad (Rotterdam 19 apr 1891–Auschwitz 31 aug 1942)            |
|            | HIER WOONDE JAN BUITEMAN GEB. 1926 GEARRESTEERD 3-10-1944 VERMOORD 18-11-1944 NEUENGAMME                               | Westwagenstraat 107 Kaart (OSM)            | Johannes (Jan) Petrus Cornelis Buiteman (31 oktober 1926–Neuengamme 18 nov 1944)  |
|            | HIER WOONDE BEP BUITEMAN- HUIJSMANS GEB. 1904 GEARRESTEERD 29-9-1943 VERMOORD 16-1-1944 BUNKERDRAMA VUGHT              | Westwagenstraat 107 Kaart (OSM)            | Lamberta Antonia Maria Buiteman-Huijsmans (04 jul 1904–Vught 16 jan 1944)         |
|            | HIER WOONDE ABRAHAM VAN DAM GEB. 1885 GEDEPORTEERD 1942 UIT WESTERBORK VERMOORD 26.10.1942 AUSCHWITZ                   | Nonnenveld 4 Kaart (OSM)                   | Abraham van Dam (Dordrecht 28 mrt 1885–Auschwitz 26 okt 1942)                     |
|            | HIER WOONDE BETSY VAN DAM- KLEINKRAMER GEB. 1891 GEDEPORTEERD 1942 UIT WESTERBORK VERMOORD 26.10.1942 AUSCHWITZ        | Nonnenveld 4 Kaart (OSM)                   | Betsy van Dam-Kleinkramer (’s-Gravendeel 14 mei 1891–Auschwitz 26 okt 1942)       |
|            | HIER WOONDE BETJE ELKERBOUT- BLOEMENDAL GEB. 1916 GEDEPORTEERD UIT WESTERBORK VERMOORD 30.11.1944 AUSCHWITZ            | Burgemeester Gaarlandstraat 45 Kaart (OSM) | Betje Elkerbout-Bloemendal (Amsterdam 1 jul 1916–Auschwitz 30 nov 1944)           |
|            | HIER WOONDE FLORA LOTTE GERBER GEB. 1924 GEDEPORTEERD 1942 UIT WESTERBORK VERMOORD 28.5.1943 SOBIBOR                   | Burgstraat 1 Kaart (OSM)                   | Flora Lotte Gerber (Berlijn 29 aug 1924–Sobibor 28 mei 1943)                      |
|            | HIER WOONDE JEANETTE GERBER-LEWI GEB. 1898 GEDEPORTEERD 1942 UIT WESTERBORK VERMOORD 28.5.1943 SOBIBOR                 | Burgstraat 1 Kaart (OSM)                   | Sara Jeannette Gerber-Lewi (Bromberg 28 nov 1898–Sobibor 28 mei 1943)             |
|            | HIER WOONDE PRINCESSE WILHELMINA SIMONETTA KALKER GEB. 1905 GEDEPORTEERD 1942 UIT WESTERBORK VERMOORD 2.7.1943 SOBIBOR | Gasthuisstraat 44 Kaart (OSM)              | Princesse Wilhelmina Simonetta Kalker (Gorinchem 13 mei 1905–Sobibor 2 jul 1943)  |
|            | HIER WOONDE JACOB JOACHIM LEWI GEB. 1887 GEDEPORTEERD 1942 UIT WESTERBORK VERMOORD 21.5.1943 SOBIBOR                   | Burgstraat 1 Kaart (OSM)                   | Jacob Joachim Lewi (Bromberg 27 nov 1887–Sobibor 21 mei 1943)                     |
|            | HIER WOONDE PAULA LEWI GEB. 1889 GEDEPORTEERD 1942 UIT WESTERBORK VERMOORD 21.5.1943 SOBIBOR                           | Burgstraat 1 Kaart (OSM)                   | Paula Lewi (Bromberg 3 mei 1889–Sobibor 21 mei 1943)                              |
|            | HIER WOONDE BENJAMIN MEIJER GEB. 1898 GEDEPORTEERD 1943 UIT WESTERBORK VERMOORD 21.5.1943 SOBIBOR                      | Kortendijk 20 Kaart (OSM)                  | Benjamin Meijer (Gorinchem 20 mei 1898–Sobibor 28 mei 1943)                       |
|            | HIER WOONDE JACOB MEIJER GEB. 1874 GEDEPORTEERD 1943 UIT WESTERBORK VERMOORD 5.3.1943 SOBIBOR                          | Kortendijk 20 Kaart (OSM)                  | Jacob Meijer (Zaltbommel 26 jan 1874–Sobibor 5 mrt 1943)                          |
|            | HIER WOONDE JACQUES ELEAZAR MEIJER GEB. 1901 GEDEPORTEERD 1943 UIT WESTERBORK VERMOORD 31.3.1944 MIDDEN EUROPA         | Kortendijk 20 Kaart (OSM)                  | Jacques Eleazar Meijer (Gorinchem 1 apr 1901–Midden Europa 31 mrt 1944)           |
|            | HIER WOONDE HULDA MEIJER-HES GEB. 1901 GEDEPORTEERD 1943 UIT WESTERBORK VERMOORD 21.5.1943 SOBIBOR                     | Kortendijk 20 Kaart (OSM)                  | Hulda Meijer-Hes (Zaltbommel 31 jul 1901–Sobibor 21 mei 1943)                     |
|            | HIER WOONDE BETJE MEIJER- VAN VRIESLAND GEB. 1870 GEINTERNEERD 1943 WESTERBORK VERMOORD 23.2.1943 WESTERBORK           | Kortendijk 20 Kaart (OSM)                  | Betje Meijer-van Vriesland (Zaltbommel 5 nov 1870–Westerbork 23 feb 1943)         |
|            | HIER WOONDE ISRAEL HARRY NORT GEB. 1931 GEVLUCHT IN DE DOOD 16.5.1940                                                  | Gasthuisstraat 13 Kaart (OSM)              | Israel Harry Nort (Gorinchem 09 jun 1931–Gorinchem 16 mei 1940)                   |
|            | HIER WOONDE IZAK NORT GEB. 1926 GEVLUCHT IN DE DOOD 16.5.1940                                                          | Gasthuisstraat 13 Kaart (OSM)              | Izak Nort (Gorinchem 24 jul 1926-Gorinchem 16 mei 1940)                           |
|            | HIER WOONDE MEIJER NORT GEB. 1893 GEVLUCHT IN DE DOOD 16.5.1940                                                        | Gasthuisstraat 13 Kaart (OSM)              | Meijer Nort (Gorinchem 3 mei 1893–Gorinchem 16 mei 1940)                          |
|            | HIER WOONDE PHILIP NORT GEB. 1928 GEVLUCHT IN DE DOOD 16.5.1940                                                        | Gasthuisstraat 13 Kaart (OSM)              | Philip Nort (Gorinchem 17 jan 1928–Gorinchem 16 mei 1940)                         |
|            | HIER WOONDE BETSIE NORT-WIJZENBEEK GEB. 1900 GEVLUCHT IN DE DOOD 16.5.1940                                             | Gasthuisstraat 13 Kaart (OSM)              | Betsie Nort-Wijzenbeek (Culemborg 3 jul 1900–Gorinchem 16 mei 1940)               |
|            | HIER WOONDE JULIUS MANNAS POLAK GEB. 1934 GEDEPORTEERD 1942 UIT WESTERBORK VERMOORD 26.10.1942 AUSCHWITZ               | Langendijk 76 Kaart (OSM)                  | Julius Mannas Polak (1934–1942)                                                   |
|            | HIER WOONDE MAX SIEGFRIED POLAK GEB. 1925 GEDEPORTEERD UIT WESTERBORK VERMOORD 31.3.1943 MIDDEN-EUROPA                 | Langendijk 76 Kaart (OSM)                  | Max Siegfried Polak (1925–1944)                                                   |
|            | HIER WOONDE NICO JULIUS POLAK GEB. 1927 GEDEPORTEERD UIT WESTERBORK VERMOORD 31.3.1944 MIDDEN-EUROPA                   | Langendijk 76 Kaart (OSM)                  | Nico Julius Polak (1927–1944)                                                     |
|            | HIER WOONDE PHILIP POLAK GEB. 1879 GEDEPORTEERD 1942 UIT WESTERBORK VERMOORD 26.10.1942 AUSCHWITZ                      | Kortendijk 14 Kaart (OSM)                  | Philip Polak (Gorinchem 18 jul 1879–Auschwitz 26 okt 1942)                        |
|            | HIER WOONDE SALOMON ISIDORE POLAK GEB. 1894 GEDEPORTEERD UIT WESTERBORK VERMOORD 31.3.1944 MIDDEN-EUROPA               | Langendijk 76 Kaart (OSM)                  | Salomon Isidore Polak (1894–1944)                                                 |
|            | HIER WOONDE FREDERIKA BETSIJ POLAK-POLAK GEB. 1893 GEDEPORTEERD 1942 UIT WESTERBORK VERMOORD 26.10.1942 AUSCHWITZ      | Langendijk 76 Kaart (OSM)                  | Frederika Betsij Polak-Polak (1893–1942)                                          |
|            | HIER WOONDE MOZES ALEXANDER VAN DER STAAL GEB. 1910 GEDEPORTEERD UIT WESTERBORK VERMOORD 30.4.1943 AUSCHWITZ           | Tolsteeg 13 Kaart (OSM)                    | Mozes Alexander van der Staal (Rotterdam 18 apr 1910–Auschwitz 30 apr 1943)       |
|            | HIER WOONDE MOZES VAN STRATEN GEB. 1875 GEDEPORTEERD 1942 UIT WESTERBORK VERMOORD 26.10.1942 AUSCHWITZ                 | Kortendijk 14 Kaart (OSM)                  | Mozes van Straten (Herwijnen 22 mrt 1875–Auschwitz 26 okt 1942)                   |
|            | HIER WOONDE SARA FROUKE VAN STRATEN GEB. 1915 GEDEPORTEERD 1943 UIT WESTERBORK VERMOORD 4.6.1943 SOBIBOR               | Kortendijk 14 Kaart (OSM)                  | Sara Frouke van Straten (Gorinchem 26 jun 1915–Sobibor 4 jun 1943)                |
|            | HIER WOONDE MARIANNA VAN STRATEN-POLAK GEB. 1876 GEDEPORTEERD 1942 UIT WESTERBORK VERMOORD 26.10.1942 AUSCHWITZ        | Kortendijk 14 Kaart (OSM)                  | Marianna van Straten-Polak (Gorinchem 16 mei 1876–Auschwitz 26 okt 1942)          |
|            | HIER WOONDE EMANUEL VOS GEB. 1931 GEDEPORTEERD 1942 UIT WESTERBORK VERMOORD 3.12.1942 AUSCHWITZ                        | Kalkhaven 46 Kaart (OSM)                   | Emanuel Vos (1931–1942)                                                           |
|            | HIER WOONDE PHILIP VOS GEB. 1901 GEDEPORTEERD UIT WESTERBORK VERMOORD 31.3.1944 MIDDEN-EUROPA                          | Kalkhaven 46 Kaart (OSM)                   | Philip Vos (1901–1944)                                                            |
|            | HIER WOONDE PHILIP JACQUES VOS GEB. 1935 GEDEPORTEERD 1942 UIT WESTERBORK VERMOORD 3.12.1942 AUSCHWITZ                 | Kalkhaven 46 Kaart (OSM)                   | Philip Jacques Vos (1935–1942)                                                    |
|            | HIER WOONDE REINA MATHILDA VOS-VAN VRIESLAND GEB. 1908 GEDEPORTEERD 1942 UIT WESTERBORK VERMOORD 3.12.1942 AUSCHWITZ   | Kalkhaven 46 Kaart (OSM)                   | Reina Mathilda Vos-van Vriesland (1908–1942)                                      |
|            | HIER WOONDE ESTHER VAN VRIESLAND GEB. 1926 GEDEPORTEERD 1942 UIT WESTERBORK VERMOORD 5.10.1942 AUSCHWITZ               | Kalkhaven 53 Kaart (OSM)                   | Esther van Vriesland (Gorinchem 12 dec 1926–Auschwitz 5 okt 1942)                 |
|            | HIER WOONDE JACQUES PHILIP VAN VRIESLAND GEB. 1891 GEDEPORTEERD 1942 UIT WESTERBORK VERMOORD 31.3.1943 SCHOPPINITZ     | Kalkhaven 53 Kaart (OSM)                   | Jacques Philip van Vriesland (Gorinchem 29 jul 1891–Schoppinitz 31 mrt 1943)      |
|            | HIER WOONDE SAARTJE VAN VRIESLAND GEB. 1923 GEDEPORTEERD 1942 UIT WESTERBORK VERMOORD 5.10.1942 AUSCHWITZ              | Kalkhaven 53 Kaart (OSM)                   | Saartje van Vriesland (Gorinchem 29 mrt 1923–Auschwitz 5 okt 1942)                |
|            | HIER WOONDE SIMON PHILIP VAN VRIESLAND GEB. 1924 GEDEPORTEERD 1942 UIT WESTERBORK VERMOORD 31.10.1943 SCHOPPINITZ      | Kalkhaven 53 Kaart (OSM)                   | Simon Philip van Vriesland (Gorinchem 18 apr 1924–Schoppinitz 31 okt 1943)        |
|            | HIER WOONDE SIENTJE VAN VRIESLAND- KLEINKRAMER GEB. 1895 GEDEPORTEERD 1942 UIT WESTERBORK VERMOORD 5.10.1942 AUSCHWITZ | Kalkhaven 53 Kaart (OSM)                   | Sientje van Vriesland-Kleinkramer (’s-Gravendeel 3 nov 1895–Auschwitz 5 okt 1942) |

## Data van plaatsingen
- 1 december 2016: Kortendijk 14 en 20
- 27 juni 2017: Burgstraat 1, Gasthuisstraat 13, 44 en 61
- 16 april 2019: Burgemeester Gaarlandstraat 45, Kalkhaven 53, Langendijk 76, Nonnenveld 4, Tolsteeg 13
- 31 maart 2020: Kalkhaven 46

## Afwijkende herdenkingsstenen

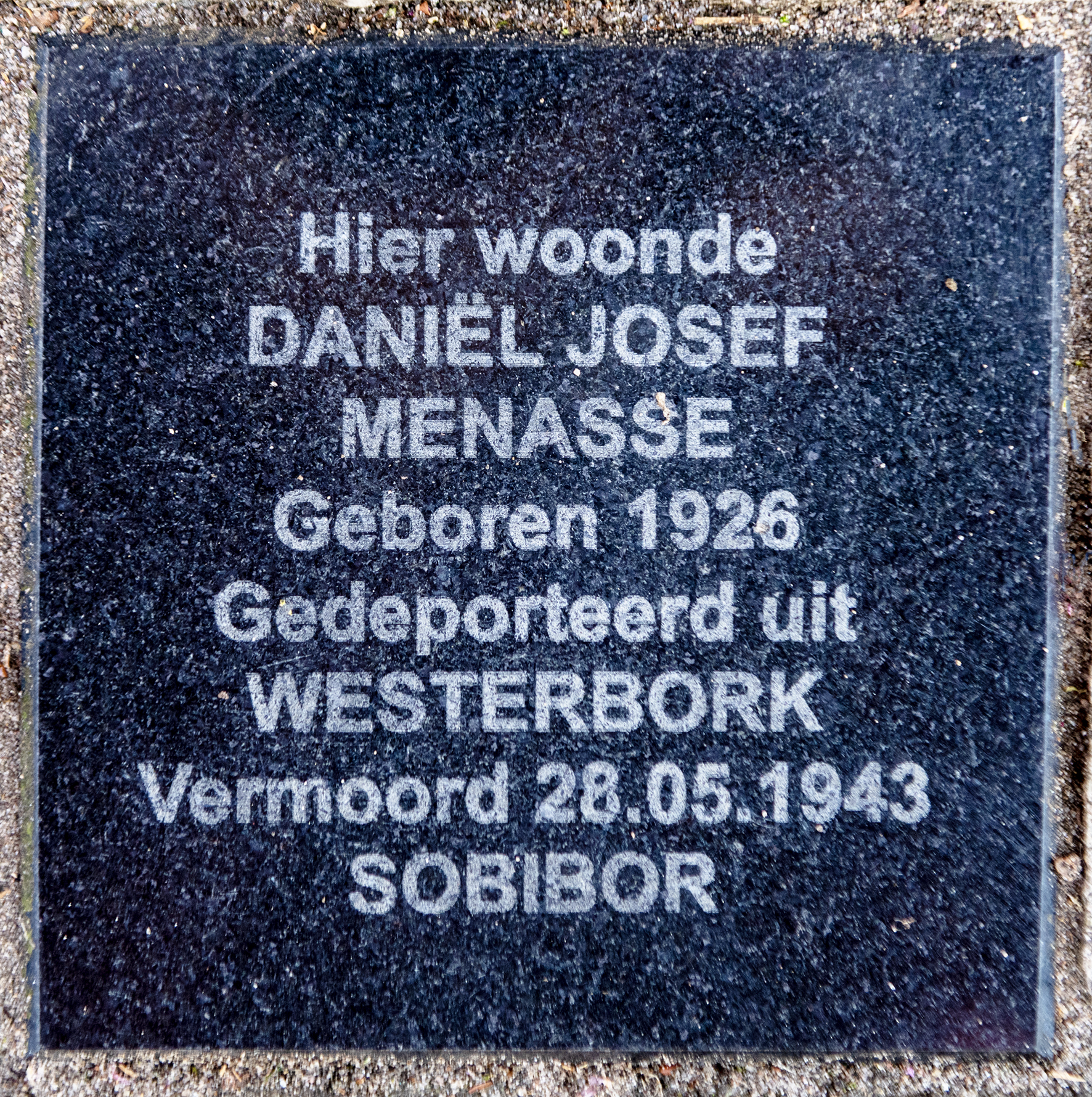

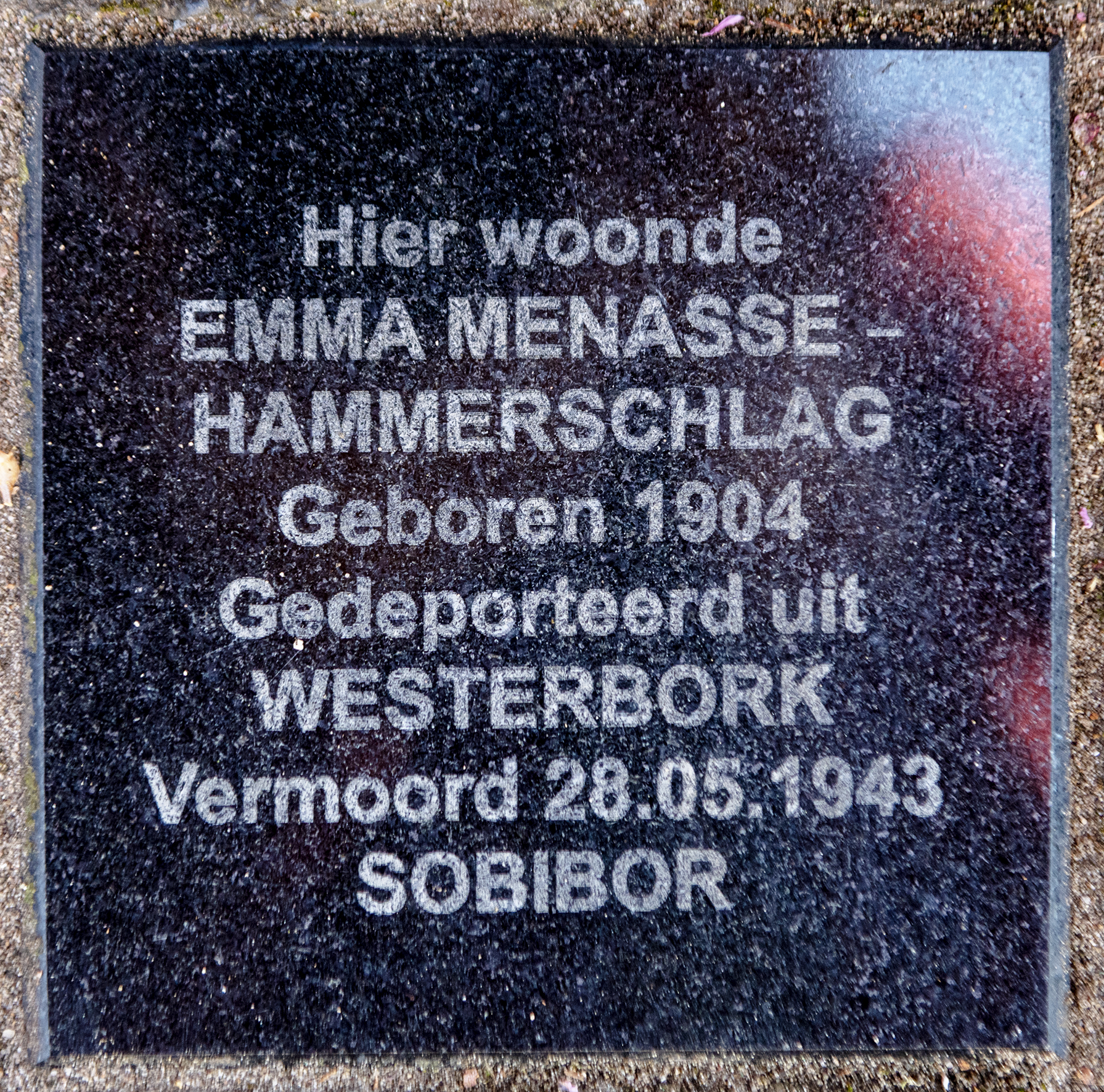

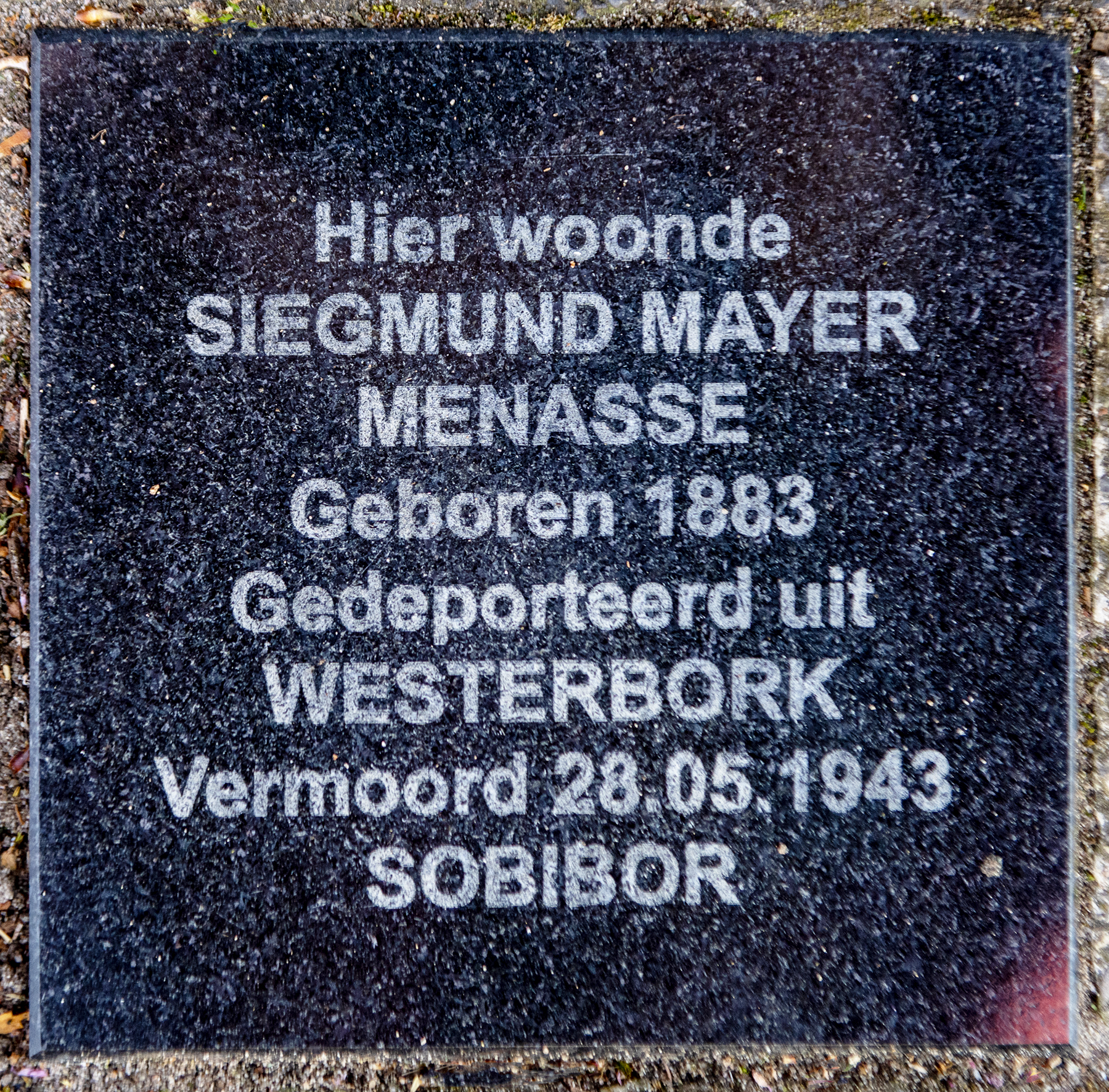

In Gorinchem is ook een aantal afwijkende herdenkingsstenen geplaatst, van zwarte steen met een wit opschrift. Deze zijn opgedragen aan de volgende slachtoffers:
- Achter de Kerk 5: Jacques Alexander van Vriesland, Jetty van Vriesland, Line van Vriesland, Eveline Betsij van Vriesland-Daniëlson
- Achter de Kerk 7: Mozes Levi Kalker, Rijntje Kalker-Kalker
- Arkelstraat 37: Salomon Hartog van Straten, Barendina van Straten-Polak
- Bloempotsteeg 27: Gomperts den Hartog
- Dillenburgstraat 13; Daniël Josef Menasse, Siegmund Mayer Menasse, Emma Menasse-Hammerschlag
- Groote Markt 13: Alexander Jacques van Vriesland, Vögelina van Vriesland-de Vries
- Haarstraat 76: Eugen Raphael, Julie Raphael-Dreyfuss
- Krijtstraat 12: Emma Reina Kalker, Isaack Mozes Kalker, Levie Kalker, Erna Kalker-Ledermann, Emma Ledermann-Bodenheimer
- Kruisstraat 11: Rosetta de Vries van Straten
- Kwekelstraat 26: Abraham Willem Kalker, Izak Salomon Kalker, Catharina Kalker-Kalker
- Varkenmarkt 2: Otto Sachs, Ella Sachs-Sussmann, Johanna Sussmann, Elisabetha Sussmann-Selig

Op 31 maart 2020 zijn gedenkstenen geplaatst op de volgende adressen: Achter de Kerk 5 en 7, Grote Markt 13, Krijtstraat 12, Kruisstraat 11.